# 鐘淵站
鐘淵站（日语：／ Kanegafuchi eki */?）位於日本東京都墨田區墨田五丁目，是東武鐵道伊勢崎線（東武晴空塔線）的鐵路車站，也是墨田區最北的車站。車站編號是TS 06。

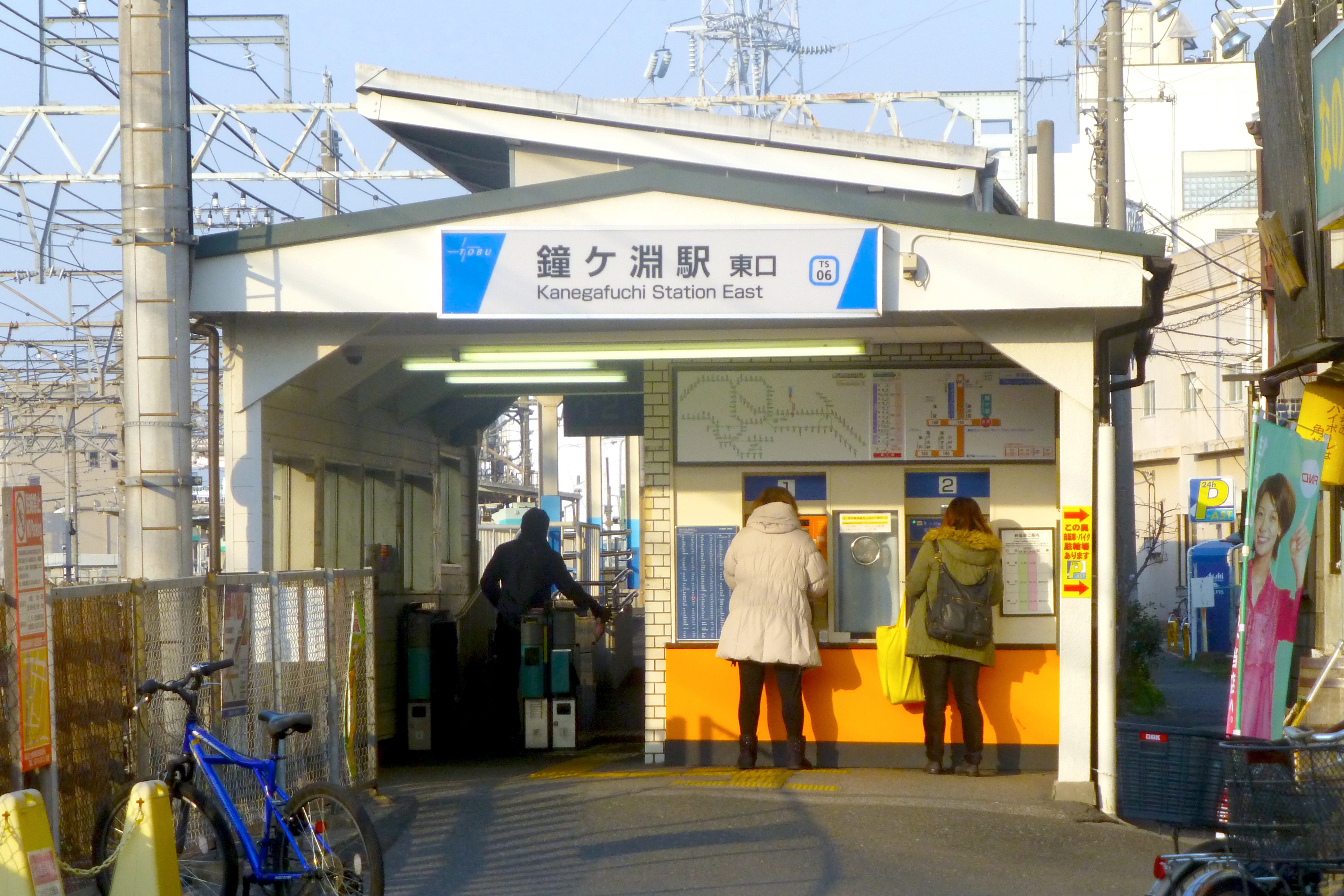
東口（2014年3月）

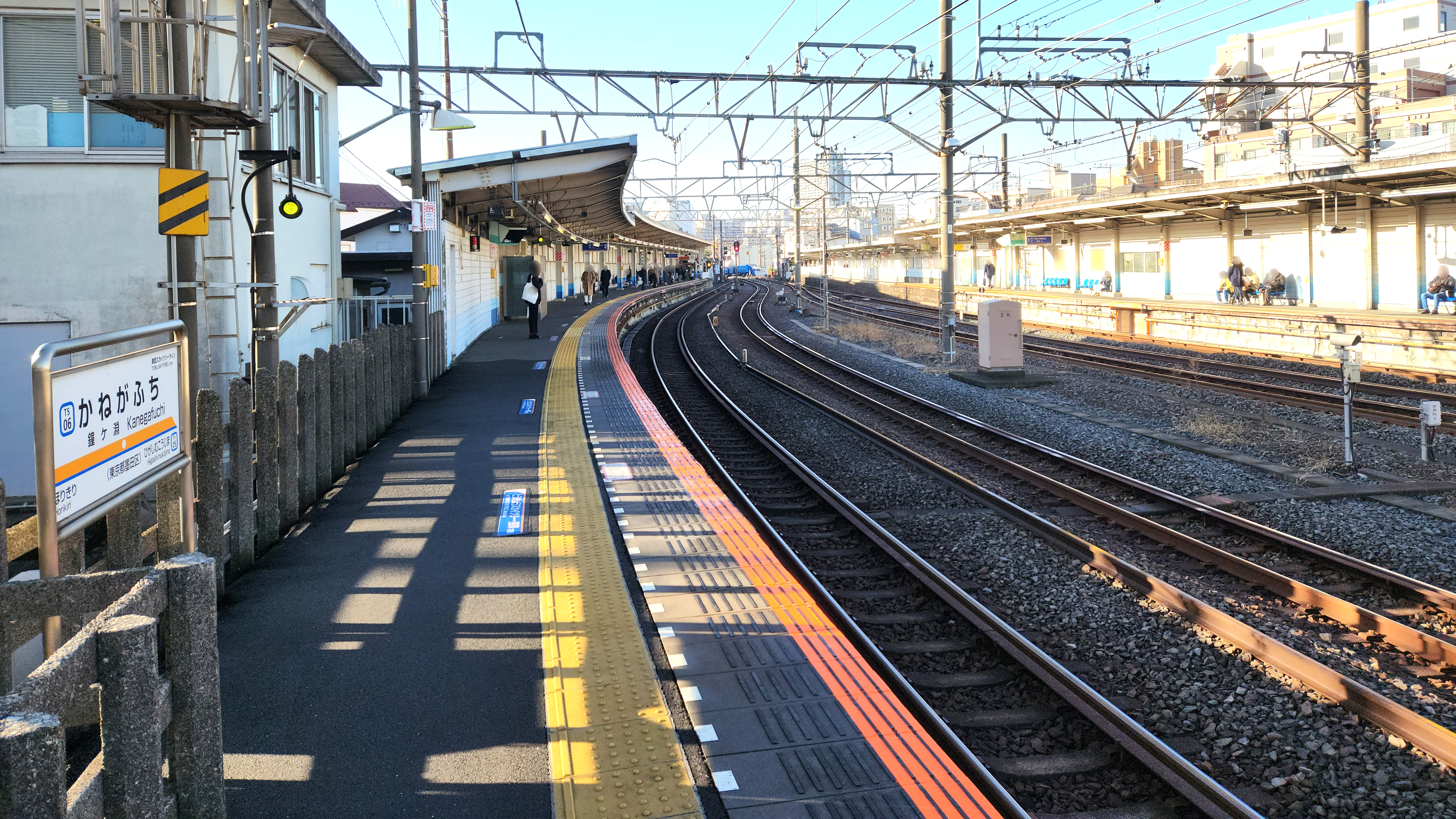
月台（2022年12月）

## 歷史
- 1902年4月1日：開業。
- 2003年（平成15年）：站內配線改良。

- 2012年（平成24年）
  - 3月17日：導入車站編號TS 06。
  - 9月27日：導入發車音樂。

## 車站結構
本站為側式月台2面4線地面車站。月台有效長度可對應10輛編組，但採用10輛編組的東京地下鐵半藏門線、東急田園都市線直通列車不停本站。由於月台在彎道上，列車與月台之間間隙較大。
月台之間原先就設有中線，但在與半藏門線、東急田園都市線直通運轉開始時進行配線改良，修改成類似新幹線中間站常見的配線方式（後述）。不停本站的列車可直接從通過線通過。但是站內曲線半徑較小，通過線又有轉轍器，因此列車通過時須限速在45km/h。另外，由於通過時車內搖晃較大。當半藏門線、東急田園都市線直通電車通過本站時，會以廣播提醒站立乘客抓好扶手與握環。
下行月台側有保線基地。付費區內上下月台之間沒有連絡通道。廁所位於下行線側剪票口附近與上行線月台中央，皆在付費區內。下行線側還附設多功能廁所。

### 以前的配線
月台側是上下本線，中間是兩條中線。中線主要用來進行貨物列車與回送列車待避、夜間停放、龜戶線運用車輛等候入線、臨時列車超車通過、西新井工場試運轉列車折返等。中線雖然可待避，但在配線構造上，南側是複式轉轍器，而北側是上行方向往下行方向的單向橫渡線，因此上下線無法同時使用通過線。
為了改善半藏門線、東急田園都市線直通運轉後的列車運用，撤除前述的複式轉轍器，改良成新幹線中間站常見的站內配線。但因用地限制，通過線無法鋪設成直線，下行線因新設轉轍器，月台無法使用近的剪票口，距離大幅拉長。

### 月台配置
| 月台 | 路線         | 方向 | 目的地                                                           |
| ---- | ------------ | ---- | ---------------------------------------------------------------- |
| 1    | 東武晴空塔線 | 下行 | 北千住、新越谷、東武動物公園、 伊勢崎線 久喜、 日光線 南栗橋方向 |
| 2    | 東武晴空塔線 | 上行 | 曳舟、東京晴空塔、淺草方向                                       |

## 使用情況
2017年度一日平均上下車人次為12,716人。
近年一日平均上下、上車人次推移如下表。
| 年度               | 一日平均 上下車人次 | 一日平均 上車人次 |
| ------------------ | ------------------- | ----------------- |
| 1992年（平成04年） |                     | 8,940             |
| 1993年（平成05年） |                     | 8,674             |
| 1994年（平成06年） |                     | 8,430             |
| 1995年（平成07年） |                     | 8,273             |
| 1996年（平成08年） |                     | 8,148             |
| 1997年（平成09年） |                     | 7,918             |
| 1998年（平成10年） | 15,267              | 7,575             |
| 1999年（平成11年） | 14,757              | 7,311             |
| 2000年（平成12年） | 14,400              | 7,121             |
| 2001年（平成13年） | 13,633              | 6,852             |
| 2002年（平成14年） | 13,079              | 6,584             |
| 2003年（平成15年） | 13,512              | 6,760             |
| 2004年（平成16年） | 13,162              | 6,548             |
| 2005年（平成17年） | 12,906              | 6,422             |
| 2006年（平成18年） | 12,801              | 6,345             |
| 2007年（平成19年） | 12,834              | 6,429             |
| 2008年（平成20年） | 12,859              | 6,444             |
| 2009年（平成21年） | 12,545              | 6,288             |
| 2010年（平成22年） | 12,495              | 6,233             |
| 2011年（平成23年） | 11,966              | 6,055             |
| 2012年（平成24年） | 12,453              | 6,236             |
| 2013年（平成25年） | 12,539              |                   |
| 2014年（平成26年） | 12,553              |                   |
| 2015年（平成27年） | 12,566              |                   |
| 2016年（平成28年） | 12,603              |                   |
| 2017年（平成29年） | 12,716              |                   |

## 車站周邊
- 荒川
- 隅田川
- 水神大橋（日语：水神大橋）
- 東白鬚公園（日语：東白鬚公園）
- 隅田川神社（日语：隅田川神社）
- 木母寺（日语：木母寺）
- 圓德寺
- 東京都復健醫院（日语：東京都リハビリテーション病院）
- 墨田區役所（日语：墨田区役所）墨田二丁目出張所
- 墨田二郵便局

### 巴士路線
最近的巴士站是站前鐘淵通上的「鐘淵站前」與車站西北方約300公尺的墨堤通「墨田二丁目」，可搭乘京成巴士、京成Town Bus、東京都交通局的巴士路線。
鐘淵站前
- 墨田區內循環巴士「墨田百景 墨丸君、小墨鈴」西北部路線：地藏坂、森鷗外住居跡方向（京成）

墨田二丁目
- 有01：往淺草壽町 / 往龜有站（京成Towm）
- 錦40：往南千住站東口 / 往錦糸町站（都營）

## 其他
車站開業當時是位於直線上，路線在本站東北方才開始轉往堀切方向。但隨著開鑿荒川放水路，1923年（大正12年）7月1日路線變更成在沿著現在荒川放水路前進，使得本站位於彎道上。
鐘淵站一帶計畫進行交通立體化（鐵路高架化）。交通立體化將廢除車站附近的伊勢崎線第17號平交道。

## 相鄰車站
東武鐵道
 東武晴空塔線
■急行、■準急
通過
■區間急行、■區間準急、■普通
東向島（TS 05）－鐘淵（TS 06）－堀切（TS 07）

## 外部連結
- 鐘淵（車站資訊） - 東武鐵道